# 小熊あやめ
小熊 あやめ（おぐま あやめ、1988年9月11日 - ）は、日本の歌手、アーティスト、タレント。

## 人物
高校までは、人前で国語の教科書を読む時すらアガッてしまう性格であったが、可愛い服が好きで「可愛い制服の仕事がしたい！」と思いメイドカフェで働き始めた。これがきっかけとなりステージに立つようになり、現在も活動を続けている。

## 来歴
2008年  活動開始〜現在に至る。

## パフォーマンス
自由奔放なキャラクターと強烈な毒舌で我が道を進む。観客を巻き込むライブパフォーマンスが話題を呼んでいる。

## 出演

### テレビ
元秋葉原一丁目劇場看板メイド「あやめちゃん」として
- 「堂本剛の正直しんどい」（テレビ朝日）
- 「王様のブランチ」（TBSテレビ）
- 「おもいっきりDON！」（日本テレビ）

「小熊あやめ」として
- 「諸事情により…小木＆南キャン山里が芸能界のお金の諸事情に切り込みます！」[4]
- 「有吉ジャポン」（TBSテレビ）[4]
- 「内村さまぁ〜ず」（Amazonプライムビデオ）[5]
- 「関根勤とみうらじゅん」（名古屋テレビ）
- 「椎名ぴかりんのヤッてみるニュース」（AbemaTV）
- 「声優と夜あそび」（AbemaTV）

### ラジオ
- 「鎌倉愛＄箱（アイドルボックス）」（鎌倉FM）
- 「アーティスト応援部」（渋谷クロスFM）[6]

### YouTube
- 「ブルース・リーに少しでも近づきたい！」登録者2万人記念 シリーズ Part40[7]
- 「あやめの耳掃除屋 ayame~ear cleaning」
- 「Super Ga-AYA」[7]
- 「うそつきお天気」 作詞・作曲 小熊あやめ 編曲 MODERN TIMES 制作 イチキロ[8]
- 「冒険の旅レツゴー」 制作 イチキロ[9]
- 「今なら言えること」 作曲 小林清美 作詞 小熊あやめ 映像 イチキロ[10]
- 「illuminate」  作詞 小熊あやめ 作曲/編曲 鳥海剛史 映像 イチキロ[11]
- 「おつかれサンバ」  作詞 小熊あやめ 作曲/編曲 鳥海剛史 映像 イチキロ

## ディスコグラフィ

### アルバム
|                        | 発売日                 | タイトル                                     | 販売形態               | 規格品番               | 収録内容 | 最高位                 |                        |
| レーベル "OGM RECORDS" | レーベル "OGM RECORDS" | レーベル "OGM RECORDS"                       | レーベル "OGM RECORDS" | レーベル "OGM RECORDS" | レーベル "OGM RECORDS" | レーベル "OGM RECORDS" | レーベル "OGM RECORDS" |
| ---------------------- | ---------------------- | -------------------------------------------- | ---------------------- | ---------------------- | --- | ---------------------- | ---------------------- |
| ―                      | 2018年5月2日           | 小熊あやめフルベストミニオーケストラアルバム | CD                     | OGMD-0001              | 1. ここにいる心地 2. うそつきお天気 3. ふたりの話 4. この曲はライブでは歌いません 5. はじめてのバラ―ド 6. 冒険の旅レツゴー                                                               | ―                      |                        |
| ―                      | 2020年9月2日           | こぐまじゃなくて、おぐまです                 | CD                     | OGMD-0003              | 1. HEART GATE3 2. Aming onion story 3. 君と私、星と宇宙 4. 今なら言えること 5. 世界共通酒飲み歌 6. さくらいろ 7. illuminate 8. 名も知らない町にカエル 9. 理由 10. 光り輝くように映る風景 |                        |                        |

## 主なライブ
- 2018年5月10日　タワーレコード池袋店 アルバム発売記念インストアイベント[12]
- 2018年6月25日　タワーレコード札幌ピヴォ店 アルバム発売記念インストアイベント[13]
- 2020年9月5日　タワーレコード池袋店 アルバム発売記念ミニライブ[14]
- 2020年10月13日　タワーレコード錦糸町パルコ店 アルバム発売記念ミニライブ[15]
- 2023年2月17日　長岡HOOD 主催ライブ
- 2023年6月11日　長岡HOOD 主催ライブ

## 主な配信ライブ
- 2020年8月27日　ツイキャス生配信ライブ  ゲスト 眉村ちあき
- 2020年9月10日　ツイキャス生配信ライブ　ゲスト 十四代目トイレの花子さん[16]
- 2020年9月24日　ツイキャス生配信ライブ　ゲスト 十四代目トイレの花子さん[17]